# Bandeira de Liberdade de expressão
A bandeira de liberdade de expressão é um símbolo de liberdade pessoal utilizado para promover a liberdade de expressão. Projetado pelo artista João Marcotte, a bandeira e suas cores correspondem a uma chave criptográfica que permitia a utilizadores copiar DVDs HD e Blu-ray. Foi criada a 1 de Maio de 2007, durante a controvérsia de cifra de chave AACS.
Marcotte foi motivado a criar a bandeira após a Motion Picture Association of America (MPAA) e o Advanced Access Content System Licenciamento de Administrador (AACS LA) iniciar a emissão de pedidos cessação e desistência a sites que publicavam a chave 09 F9 11 02 9D 74 E3 5B D8 41 56 C5 63 56 88 C0 (geralmente referida por 09 F9).
Em resposta a tentativas de remover a chave da Internet, os internautas divulgaram a chave criptográfica no site agregador de notícias Digg (um exemplo do efeito Streisand).

## Antecedentes
A 30 de abril de 2007, um escritor de blogs chamado "Rudd-O", publicou a chave de criptografia de HD DVDs e pediu aos leitores para compartilhá-lo amplamente. O conhecimento desta chave numérica permitia que os utlizadores passassem por cima do gerenciamento de direitos digitais (DRM) e copiar HD DVDs que anteriormente não podiam ser duplicados. Entidades de notícias reportaram sobre esse desenvolvimento e Digg, um agregador de notícias e site de media social, disponibilizou uma forma para que os utlizadores votassem em histórias que eles achavam que eram mais interessantes. Os votos de 15.000 utilizadores da Digg catapultaram o artigo sobre a chave de criptografia para a página inicial do site.
O Advanced Access Content System (AACS), a organização que controlava o acesso à chave de criptografia, enviou um pedido cessação e desistência para o Digg a 1 de maio de 2007. Nesta carta, a AACS afirmou que através da publicação de artigos de notícias no seu site, informando sobre a chave de criptografia, o site em si envolvia-se, assim, em actividades ilegais. Artigos de inúmeros jornalistas sobre a notícia foram colocados no Digg. Jay Adelson, o presidente do Digg, anunciou que o site iria ceder aos pedidos de exigência da AACS e auto-censurar artigos sobre a chave de encriptação.
A decisão de Adelson de auto-censurar o seu website causou uma reacção não intencional a partir do Digg comunidade, sob forma do efeito Streisand. "Na tentativa de resolver o problema", observa Jeremy Goldman no seu livro 2012 Going Social, "a carta da AACS (e resposta da Digg) conseguiu apenas aumentar a dimensão da história". Os utilizadores do Digg fizeram questão de garantir através dos seus votos e participação on-line, que todas as primeiras páginas de histórias no Digg eram sobre a chave de criptografia. Kevin Rose, o fundador do Digg, disse: "A comunidade Digg é aquele que gosta de ter a sua voz ouvida e isso tem sido algo que eles não gostaram.
Depois de ouvir queixas da comunidade Digg sobre a decisão de Adelson de se auto-censurar as notícias sobre a chave de criptografia, Rose escreveu uma mensagem aos seus utilizadores a reverter esta decisão. Ele anunciou que a Digg iria parar a auto-censura e ele reconheceu ter entendido a mensagem dos membros da Digg: "Depois de ver centenas de histórias e ler milhares de comentários, vocês deixaram claro... preferem ver a Digg ir abaixo lutando do que curvar-se perante uma grande empresa. Com efeito imediato deixaremos de excluir histórias ou comentários contendo o código e vamos lidar com as consequências que daí possam surgir."

## Design e mensagem
João Marcotte, um escritor e editor do site Badmouth, criou a bandeira de liberdade de expressão com a intenção de divulgar o código secreto HD DVD na Internet, tendo eventualmente publicado o mesmo no site no dia 1 de maio de 2007. No seu primeiro post anunciando a sua bandeira, Marcotte criticou a forma como a mera utilização de números tinha-se tornado propriedade intelectual.
"Queremos iniciar um movimento", escreveu Marcotte. "Um movimento para recuperar a liberdade individual e não-corporativismo das leis da nossa nação." Ele incentivou os utilizadores on-line a espalhar a sua mensagem por toda a Internet e divulgar livremente o seu trabalho. ""Para isso, temos uma bandeira, um símbolo para mostrar o apoio à liberdade de pessoas. Espalhem isso tão longe quanto puderem."
Marcotte incorporou a chave segreta HD DVD nas cores da bandeira em si, usando o código hexadecimal de formato de cores #09F911 #029D74 #E35BD8 #4156C5 #635688, Ao acrescentar o byte "C0" no canto inferior direito da bandeira, Marcotte afirmava, assim, que o acto de publicação de um número não pode ser considerado crime. Ele lançou a bandeira originalmente de forma "livre" com "direitos para as pessoas criarem obras parecidas ou derivadas derivadas," , mas mais tarde lançou-a no domínio público.

## Impacto

Bandeira de discurso livre da PlayStation 3 Free, criada em honra da bandeira de discurso livre originla

Pouco tempo depois de ter sido publicada alguns escritores de blogs publicaram a bandeira de discurso livre em diversos websites, aumentando a sua popularidade e disponibilizando o código proibido embebido na bandeira. A bandeira tornou-se cultura popular na medida em que utilizadores da Internet optaram por diversas formas criativas para espalhar a existência da chave de encriptação HD DVD.
Utilizadores usaram o código em T-shirts, adicionaram-na a poemas, integraram o código em letras de músicas hip hop e criaram música utilizando os valores numéricos. O músico Keith Burgun compôs uma canção usando o código, intitulada "Oh Nine, Eff Nine" e publicou a obra no YouTube. A única letra da canção eram os número do código digital em si: "09 F9 11 02 9D 74 E3 5B D8 41 56 C5 63 56 88 C0". "Pensei que era uma comédia eles estarem a tentar espalhar este número," disse Burgun. "O irónio é que por terem tentado silenciar a coisa, é o número mais famoso da internet."
Matthew Rimmer, professor da Australian National University, comentou sobre a legalidade das formas inovadoras como os utilizadores da Internet tais como Marcotte escolheram para divulgar o código secreto do HD DVD: "Eu não acho que seja necessariamente projectado para ficar dentro dos limites da lei. É apenas uma maneira divertida de comentar o que aconteceu. Acho que foi feito para mostrar que a lei é absurda ou ridícula e deveria ser abolida. "
Antonio Ceraso, da Universidade Estadual da Pensilvânia, colocou a concepção da bandeira dentro de uma estrutura maior - "a formação de um hábito de comunidade ... a tribo 09 F9" - e colocou a questão: "Cinco cores listadas dispostas numa bandeira constituem uma anti-evasão da DMCA?"
A bandeira inspirou Jeff Thompson, professor assistente e director do programa de Arte Visual e Tecnologia no Stevens Institute of Technology, para criar um arquivo de som da chave de criptografia AACS como uma melodia. Depois de uma chave de criptografia semelhante para o sistema de jogo PlayStation 3 ter sido quebrada, uma nova bandeira foi criada por um utilizador diferente como uma homenagem à bandeira original de Marcotte.